# Instrukcijski cjevovod
Instrukcijski cjevovod tehnika je korištena u dizajniranju mikroprocesora, mikrokontrolera i CPU uređaja radi povećanja njihove instrukcijske propusnosti (broj uputa koje se mogu izvršiti u jedinici vremena). 
Glavna ideja je podijeliti obradu CPU instrukcija, definiranu uputama mikro-koda, u slijed nezavisnih koraka mikro-operacija (poznate i kao mikroinstrukcije), sa spremištem na kraju svakog koraka. Ovo omogućuje CPU 1kontrolnoj jedinici da obrađuje instrukcije na brzini obrade najsporijeg koraka, što je mnogo brže nego vrijeme potrebno da se instrukcija obradi kao jedan korak. Pojam cjevovod se odnosi na činjenicu da svaki korak nosi jednu mikroinstrukciju (kao kap vode), i svaki korak je povezan s drugim korakom (analogija s vodenim cjevovodom)  Postoji analogija između procesa obrade naredbi u procesoru i izrade nekog proizvoda – u oba slučaja cilj je procesne ili proizvodne potencijale maksimalno iskoristiti. To se postiže podjelom posla na korake (manje cjeline) koje mogu posao raditi paralelno.